# Алісія Амгерст
Алісія Маргірет Тиссен Амгерст (англ. Alicia Amherst; 30 липня 1865 — 14 вересня 1941) — британська ботанік, садівниця, колекціонерка рослин, ботанічна ілюстраторка, письменниця. Авторка першої наукової книги з історії англійського садівництва.

## Біографія
Народилася 30 липня 1865 року у Пул, графство Дорсет, однією із семи доньок Вільяма Тиссен-Амгерста, 1-го Барона Амгерста Гакні. Її мати, Маргарет Сьюзен Мітфорд, була завзятою садівницею і виділила Алісії окрему ділянку для догляду за садом, коли їй виповнилося 10 років. А велика бібліотека батька спричинила її інтерес до історії.
У 1898 році одружилася з Евеліном Сесілом, першим бароноим Роклі. Усі свої праці вона публікувала під іменем місіс Евелін Сесіл. Народила трьох дітей.
Амгерст стала відома своєю першою і досі популярною книгою The History of Gardening in England (1895). У той час більшість книг із садівництва були практичними посібниками, і Амгерст була першою, хто звернулася до історії садівництва в Англії.
Алісія Амгерст написала також ряд наукових праць з історії садівництва, вирощувала незвичайні рослини у власному саду, збирала у закордонних експедиціях зразки рослин для Королівських ботанічних садів у К'ю. Із ботанічними експедиціями відвідала Мозамбік, Південну Африку (1899), Родезію (1900), Шрі-Ланку, Нову Зеландію, Австралію та Канаду (1927). Також Алісія Амгерст була відомою ботанічною ілюстраторкою.
Вона брала участь у кампанії врятування Аптекарського саду Челсі, заснованого у 1673 році. Вона входила до комітету, і тепер в Аптекарському саду Челсі зберігається її архів.

## Вшанування та почесті
У 1918 році Алісія Амгерст стала членом Ордена Британської імперії.
Сорт декоративної рослини Hebe 'Alicia Amherst' (синонім H. veitchii) названо на її честь.

## Окремі публікації
- The History of Gardening in England (1896)
- Children's Gardens (1902)
- London Parks and Gardens (1907)
- Children and Gardens (1908)
- Wild Flowers of the Great Dominions of the British Empire (1935)
- Some Canadian Wildflowers: Being the First Part of Wild Flowers of the Great Dominions of the British Empire (1937)
- Historic Gardens of England (1938)